# Oblasten van Rusland
De Russische Federatie is onderverdeeld in 89 bestuurlijke eenheden, waaronder 46 oblasten. Oblasten zijn te vergelijken met een provincie, hebben een eigen parlement (doema) en vertegenwoordigers in het federale parlement, de Staatsdoema. De gouverneur van een oblast is tevens lid van de Federatieraad van Rusland, het federale hogerhuis van Rusland. Oblasten hebben minder autonomie dan de autonome republieken.
Sinds 2000 is hierboven een overkoepelende bestuurlijke laag ingesteld, in de vorm van federale districten.

## Lijst met Russische oblasten
| 1. Oblast Amoer 2. Oblast Archangelsk 3. Oblast Astrachan 4. Oblast Belgorod 5. Oblast Brjansk 8. Oblast Irkoetsk 9. Oblast Ivanovo 47. Oblast Jaroslavl 10. Oblast Kaliningrad 11. Oblast Kaloega 12. Oblast Kemerovo |  | 13. Oblast Kirov 14. Oblast Kostroma 15. Oblast Koergan 16. Oblast Koersk 17. Oblast Leningrad 18. Oblast Lipetsk 19. Oblast Magadan 20. Oblast Moskou 21. Oblast Moermansk 22. Oblast Nizjni Novgorod 23. Oblast Novgorod 24. Oblast Novosibirsk |  | 42. Oblast Oeljanovsk 25. Oblast Omsk 26. Oblast Orenburg 27. Oblast Orjol 28. Oblast Penza 29. Oblast Pskov 30. Oblast Rostov 31. Oblast Rjazan 32. Oblast Sachalin 33. Oblast Samara 34. Oblast Saratov 35. Oblast Smolensk |  | 36. Oblast Sverdlovsk 37. Oblast Tambov 41. Oblast Tjoemen 38. Oblast Tomsk 6. Oblast Tsjeljabinsk 39. Oblast Tver 40. Oblast Toela 43. Oblast Vladimir 45. Oblast Vologda 46. Oblast Voronezj 44. Oblast Wolgograd |